# Papugoryba dwubarwna
Papugoryba dwubarwna (Cetoscarus bicolor) – gatunek morskiej ryby z rodziny skarusowatych (papugoryby).
Poławiana gospodarczo. Hodowana w dużych akwariach morskich.

## Zasięg występowania
Morze Czerwone i Ocean Indyjski do Wielkiej Rafy Koralowej, rafy koralowe na głębokościach od 1 do 30 m p.p.m.

## Opis
Pokarm stanowią glony i polipy koralowców. Kawałki koralowców papugoryba odłamuje zębami umieszczonymi w pysku, przypominającym papuzi dziób. Następnie mieli kawałki pokarmu za pomocą przekształconych w dodatkowe szczęki gardłowe kości przełyku. Podczas zjadania i trawienia koralowców produkowany jest piasek koralowy. Pospolite jest u papugoryby obojnactwo. Ryba żyje w grupie. Po śmierci osobnika dominującego kolejnym liderem zostaje najsilniejsza i największa samica, która przechodzi wtedy zmianę płci i ubarwienia.